# A Fiumei úti sírkert árkádsorai
A Fiumei úti sírkert árkádsorai egy nagy méretű budapesti temetkezési épületegyüttes.

## Története
Az 1849-ben megnyitott Kerepesi temető (ma Fiumei úti sírkert) hamar előkelő személyek temetkezési helyévé vált. Már 1885-ben a főváros dísztemetővé nyilvánította, és a 20. század elejére a nemzet nagyjai, politikusok, művészek, tudósok díszes sírjai mellett kezdtek megjelenni a nagypolgárság hasonló síremlékei. Ilyen célból épült 1904 és 1908 között neoklasszicista stílusban a nagy, kettős Árkádsor. Tervezője Gerle Lajos (1863–1910) és Hegedűs Ármin (1869–1945) volt. A munkálatokba a székesfővárosi mérnöki hivatal munkatársai is közreműködtek. Az épület alján fekvő kriptákba már az építkezés megkezdését követően, 1905-től lehetett temetkezni. Az ilyen jellegű síremlékek védettebbeknek számítottak a csapadékkal szemben.
A második világháború során az úgynevezett Dudits-kupola (északi árkádsor, nyugati vég) jelentős mértékben megsérült, a bal Árkádsor első 4 síremléke és fülkefala is ekkor semmisült meg.
Az 1970-es évek közepén felújították az épületeket, 2000-ben részleges munkálatokat végeztek. A 2010-es évekre ismét időszerűvé vált a felújítás. Ekkor az időközben megalakult Nemzeti Örökség Intézete vette kezébe az ügyet, és a Magyarország kormánya által biztosított központi költségvetési forrásból nem kevesebb, mint 1 milliárd forintot fordított felújítási munkákra (ebbe beletartoztak a temető más részén lévő, kisebb felújítások is).
Az északi árkádsor 2017 nyarától folyó felújítása során sor került a temetőlemezek, mészkő burkolatok, teraszok, mellvédek, gipsz mennyezetek, kriptaemelők, előlépcsők, és mozaikok restaurálására. A kolonnád egyes mozaikjai korábban elpusztultak, ezeket pótolni is kellett. A Dudits-kupola restaurálása különösen nehéz feladatnak bizonyult:
„a legnagyobb szakmai kihívás ennek megmentése és helyreállítása volt, mivel itt a belső téglaszerkezetre ragasztott mozaikfelületet hordozó kupola több helyen darabokra tört. A felújítás során el kellett távolítani a kőszerkezetek fugáiba nőtt lombos facsemetéket – ehhez a sarkok több száz kilós mészkő elemeit darabjaira kellett szedni, a gyökereket kiszedni, majd a sérült elemek újragyártását követően a sarkokat helyre kellett állítani. Utána jöhetett a statikai megerősítése a kupolának, majd a mozaikok restaurálása.”
A munkálatokat a Reneszánsz Kőfaragó Zrt. és a Forlana Flow Kft. konzorciuma végezte el. Az északi árkádsor felújítása 2020. március 6-án fejeződött be, amikor Radnainé Fogarasi Katalin, a Nemzeti Örökség Intézetének elnöke ünnepélyes keretek között adta át azt.
A déli árkádsor felújítására napjainkig (2022) még nem került sor.
A temető egésze 2013 óta műemléki védelem alatt áll. Az általánosságokon túl a 2. melléklet a 42/2013. (VIII. 9.) BM rendelethez ezen felül külön is nevesíti a két Árkádsort.

## Jellemzői
A díszes, 2 x 85 m hosszú, 14 méter széles (lépcsők aljától számítva), 4 méter magas épületegyüttes neoklasszicista stílusban épült, mindkét végén 1-1 kupolával (azaz összesen 4-gyel). Ezek belső mozaikdíszítését – akárcsak a korszak mozaikdíszeinek nagy részét – Róth Miksa műhelye készítette el. Az egyes mozaikok tervezőit a lenti táblázat tartalmazza. Mozaikok díszítik az Árkádsorok homlokzatát is: akantuszlevelek a kupolás sírok külső oldalán, illetve egyszerűbb mozaikok a kolonnádon.
A kupolák alatti falakban, illetve egyéb helyeken csontfülkéket alakítottak ki az építés során. Ezekbe a ládákba olyan csontok kerültek, amelyek más temetőkből kerültek elő, és újratemetésüket az adott család nem vállalta, közös sírba helyezésüket pedig ellenezte. A két Árkádsor összesen körülbelül 200 sírhelyet és 300 csontfülkét tartalmaz.
A családok síremlékei ugyancsak művészi igényességgel készültek a korszak legnevesebb kőfaragó-műhelyeiben (Gerenday-, Seenger-, Schmidt-családok műhelyei). Érdekesség, hogy a déli árkádsor végén nyugszik (egyszerű vaskereszttel jelölt sírban) Görgei Artúr is. A sírt ideiglenesnek szánták: Görgey többször utalt rá, hogy egy Visegrádon (idős napjai menedékhelyén) emelendő mauzóleumban kíván nyugodni, ez azonban sohasem épült fel.

### A négy kupola mozaikjai
| Északi árkádsor, nyugati kupola                 | Északi árkádsor, keleti kupola                                                        | Déli árkádsor, nyugati kupola     | Déli árkádsor, keleti kupola          |
| - Körösfői-Kriesch Aladár: Krisztus feltámadása | - ismeretlen alkotó (talán Kölber Dezső vagy Vajda Zsigmond): A Szentlélek eljövetele | - Dudits Andor: Krisztus siratása | - Stein János Gábor: Az utolsó ítélet |

## Kripták
- Megjegyzés: a táblázat számai a sírhelyek megtalálását jelölik és nem a hivatalos parcella-, sor- és síremlékszámok (azok dőlttel mellékelve)

## Díszítések

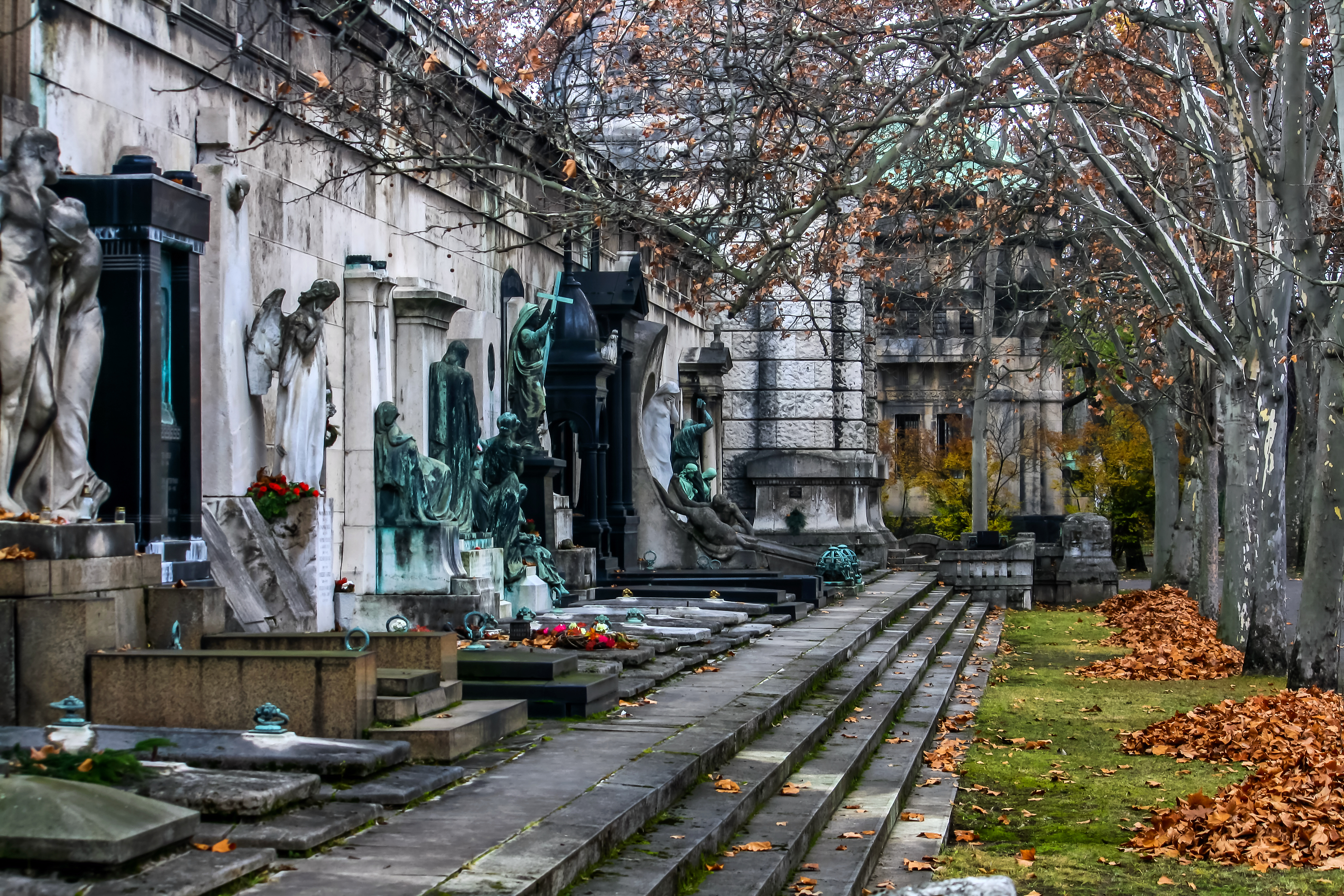
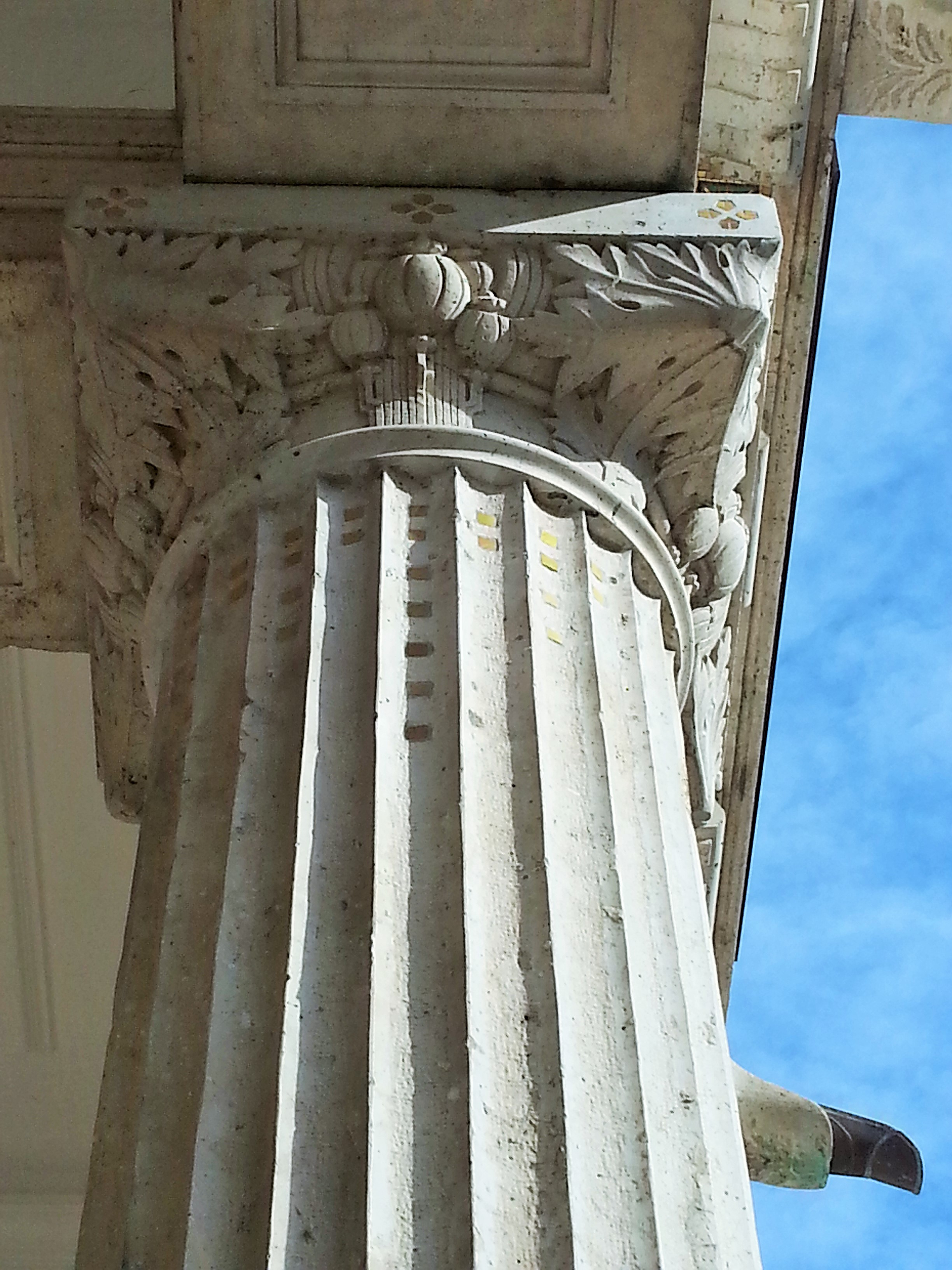
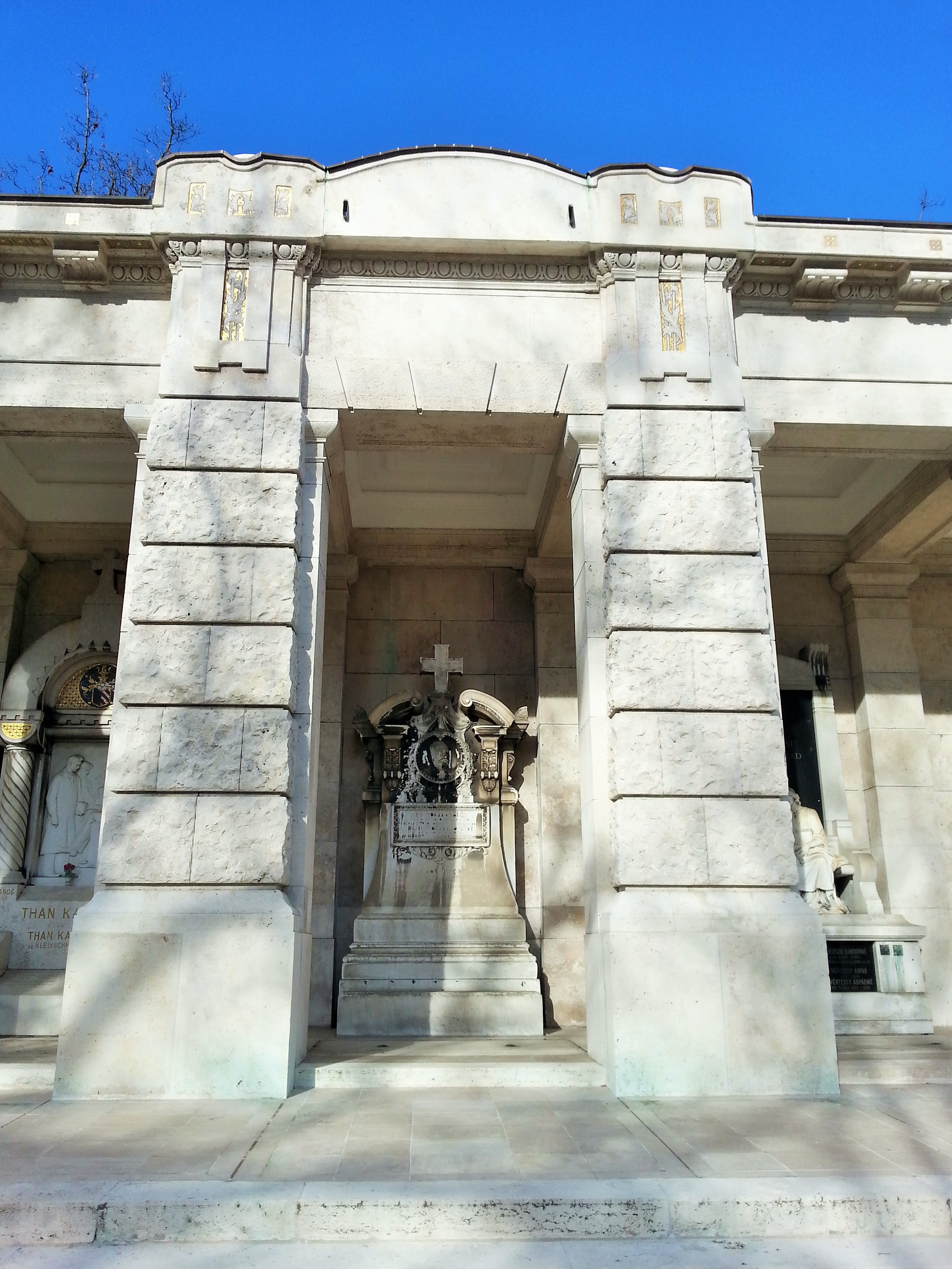
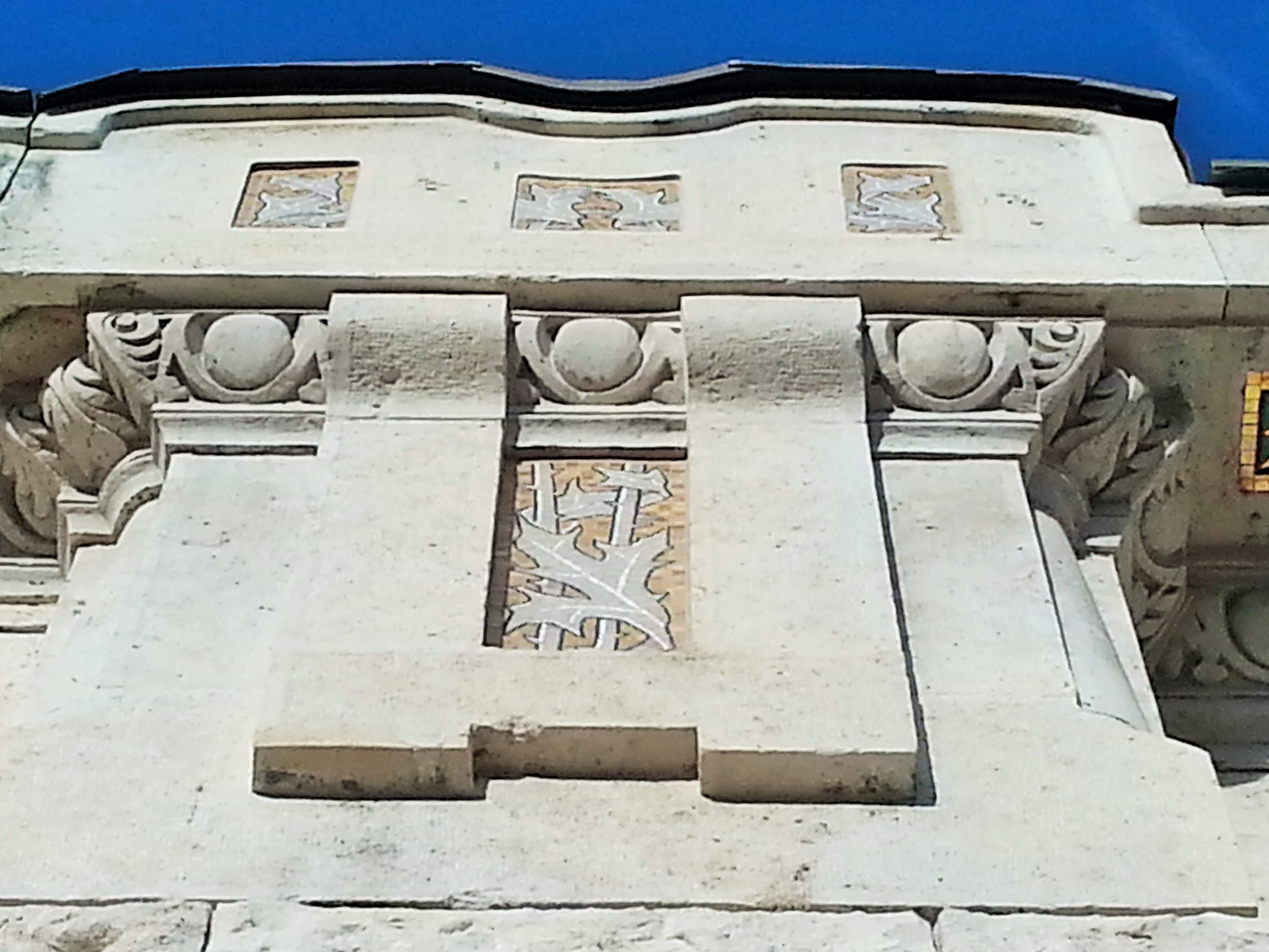
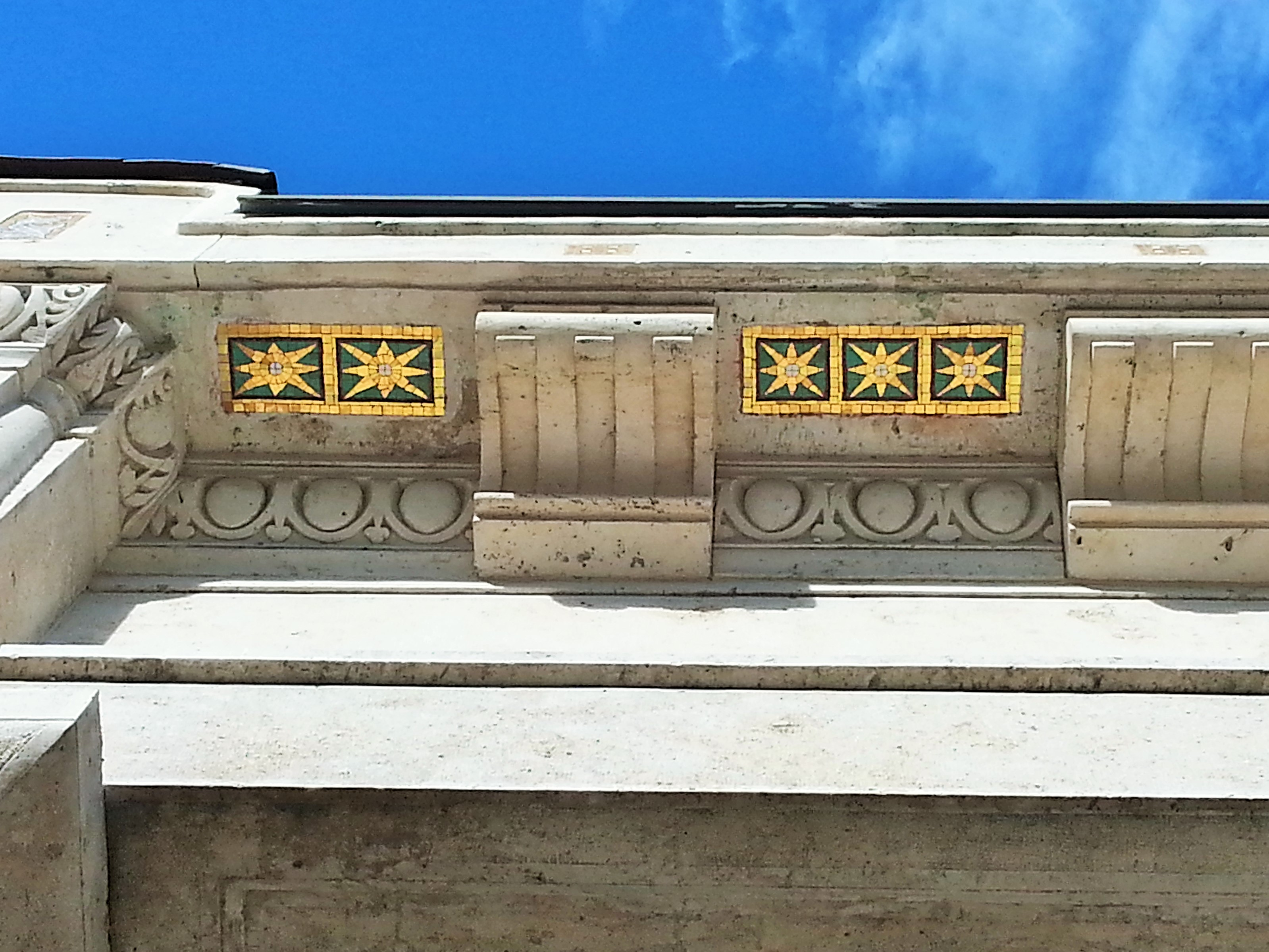
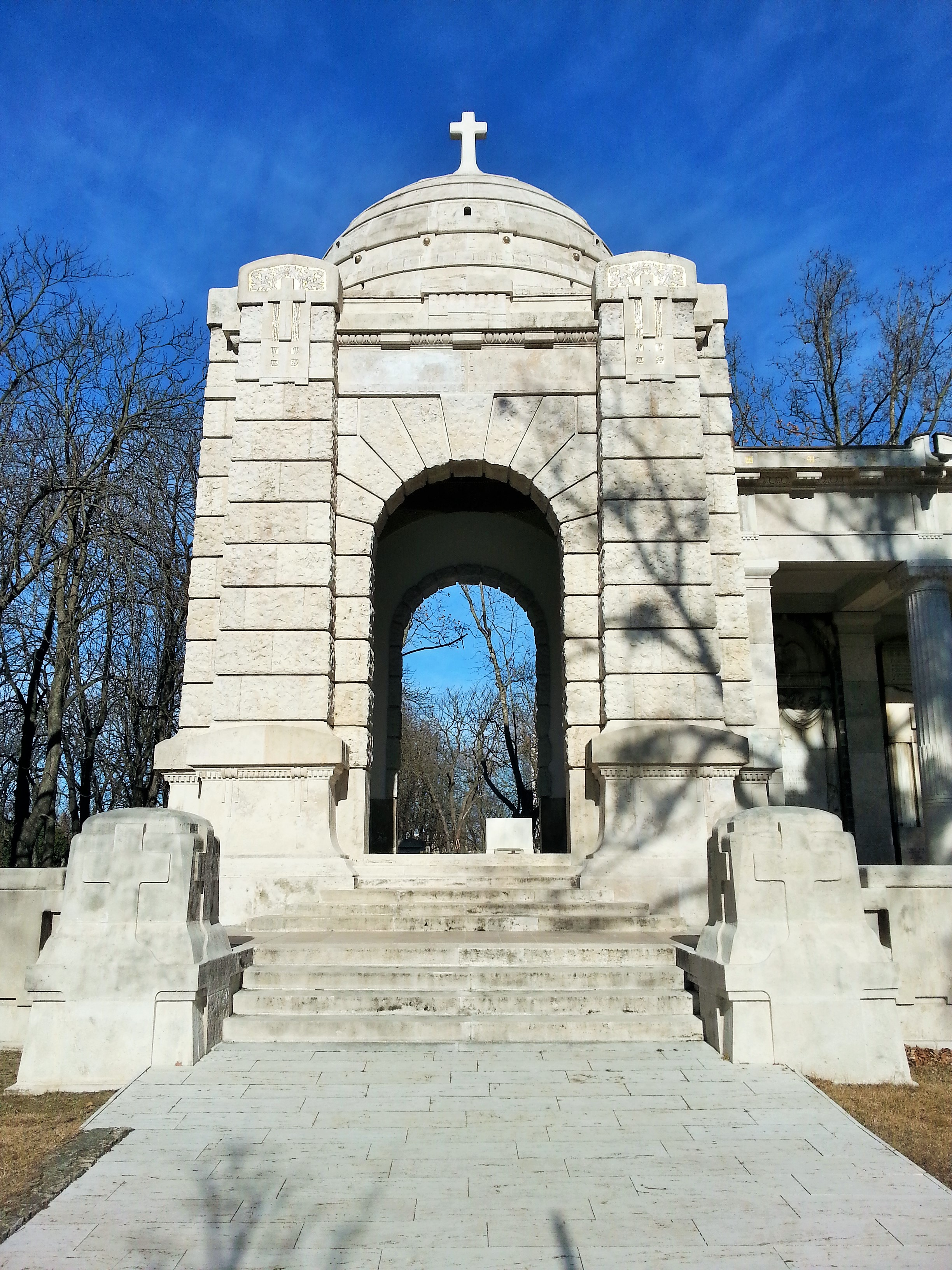
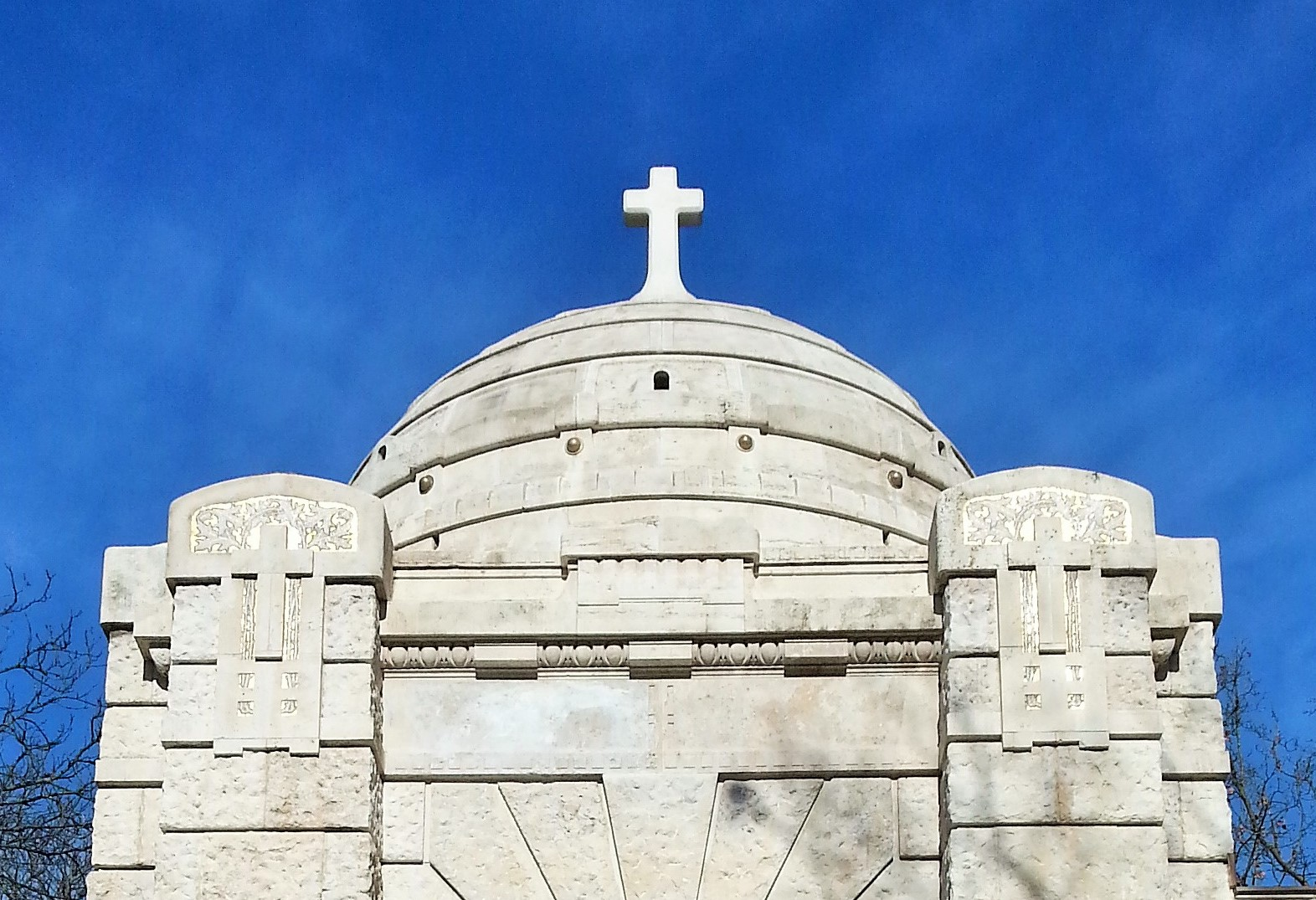
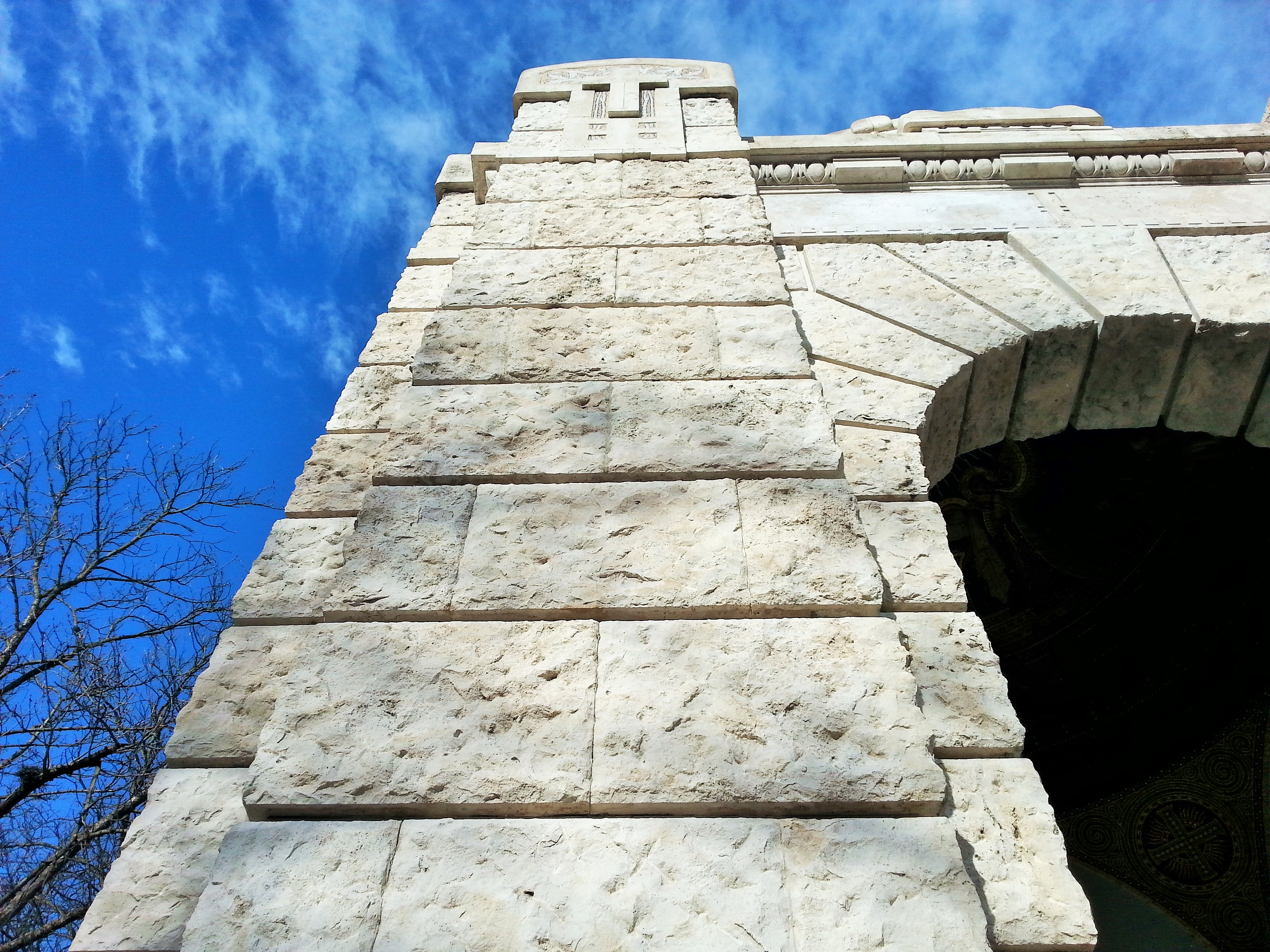
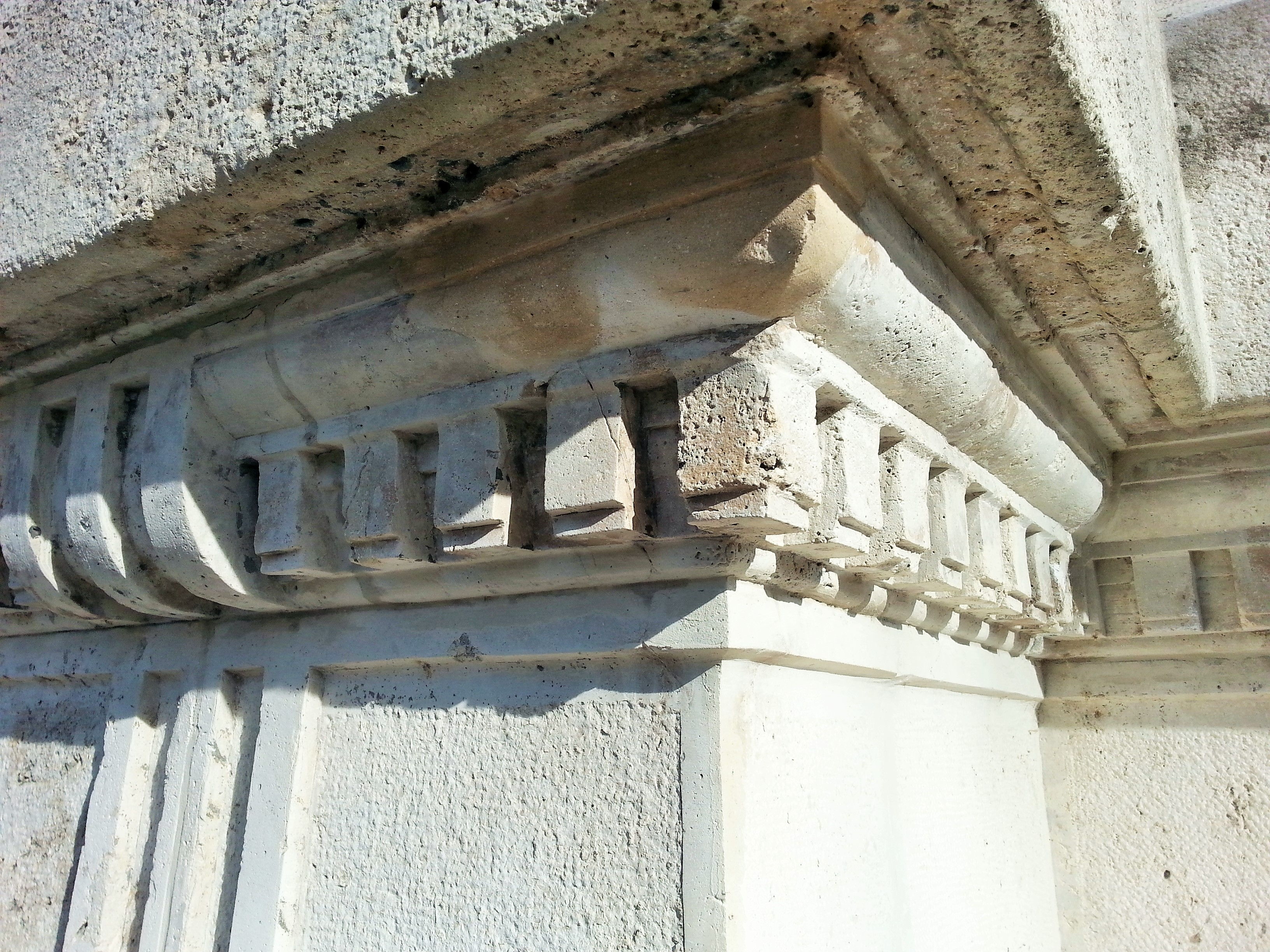
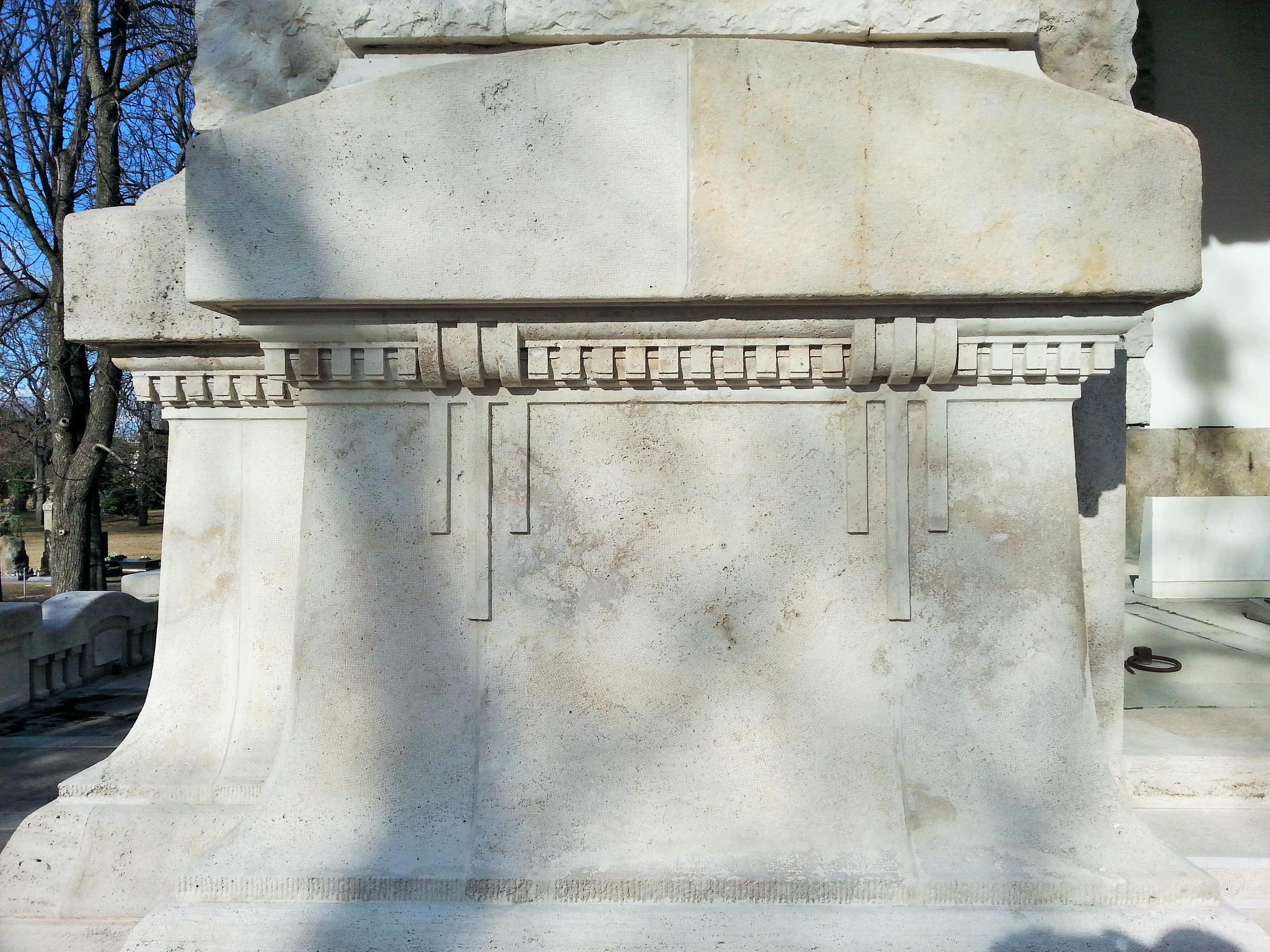
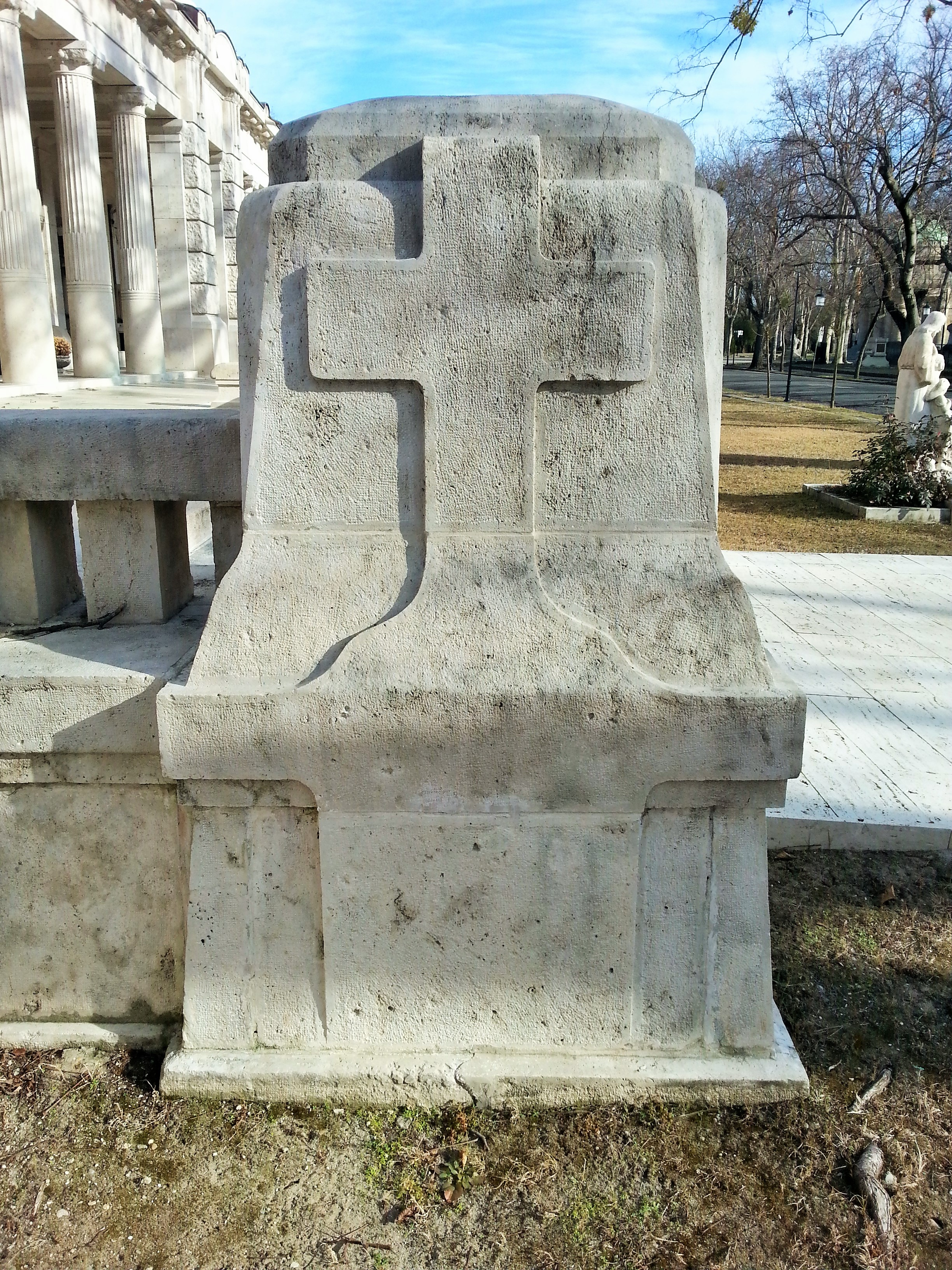
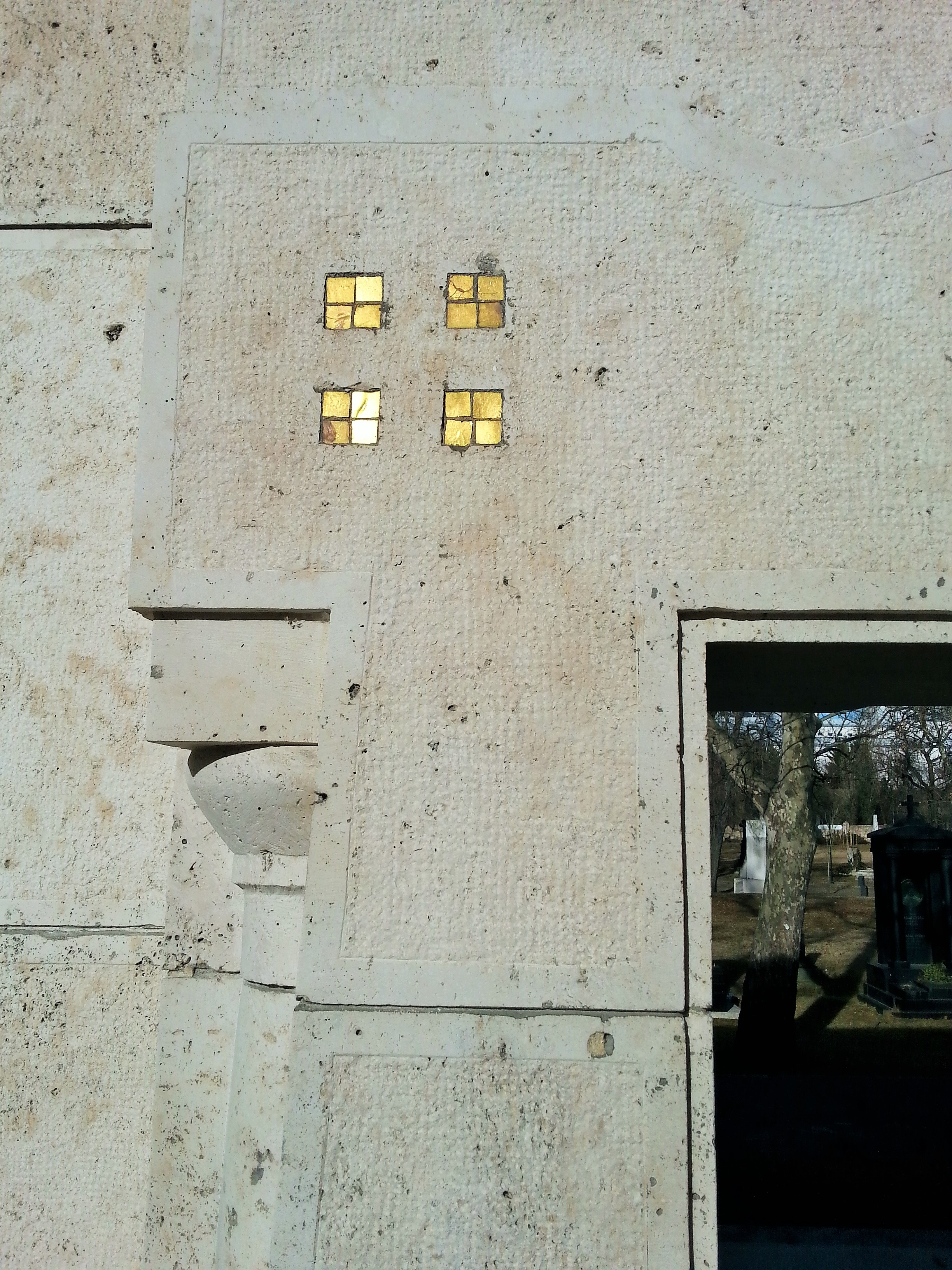

### Elrendezés
| Északi árkádsor | Északi oldal | Nyugati kupola | 1 | 2 | 3 | 4 | 5 | 6 | 7 | 8 | 9 | 10 | 11 | 12 | 13 | 14 | 15 | 16 | 17 | 18 | 19 | 20 | 21 | 22 | 23 | 24 | 25 | 26 | 27 | 28 | 29 | Keleti kupola |
| Északi árkádsor | Déli oldal   | Nyugati kupola | 1 | 2 | 3 | 4 | 5 | 6 | 7 | 8 | 9 | 10 | 11 | 12 | 13 | 14 | 15 | 16 | 17 | 18 | 19 | 20 | 21 | 22 | 23 |    |    |    |    |    |    | Keleti kupola |
| Déli árkádsor   | Északi oldal | Nyugati kupola | 1 | 2 | 3 | 4 | 5 | 6 | 7 | 8 | 9 | 10 | 11 | 12 | 13 | 14 | 15 | 16 | 17 | 18 | 19 | 20 | 21 | 22 | 23 |    |    |    |    |    |    | Keleti kupola |
| Déli árkádsor   | Déli oldal   | Nyugati kupola | 1 | 2 | 3 | 4 | 5 | 6 | 7 | 8 | 9 | 10 | 11 | 12 | 13 | 14 | 15 | 16 | 17 | 18 | 19 | 20 | 21 | 22 | 23 | 24 | 25 | 26 | 27 |    |    | Keleti kupola |

### Északi árkádsor (sírhelyszámozás szerint „Bal oldali árkádsor” néven)

#### Északi oldal
|               |                             |               |                 |               |               |               |                      |                |               |               |               |               |               |               |
| 1 (Á. B/60.)  | 2 (Á. B/59.)                | 3 (Á. B/58.)  | 4 (Á. B/57.)    | 5 (Á. B/56.)  | 6 (Á. B/55.)  | 7 (Á. B/54.)  | 8 (Á. B/53.)         | 9 (Á. B/52.)   | 10 (Á. B/51.) | 11 (Á. B/50.) | 12 (Á. B/49.) | 13 (Á. B/48.) | 14 (Á. B/47.) | 15 (Á. B/46.) |
| Polyák−Schön  | jelzetlen (Robitsek−Scharl) | Hübner        | jelzetlen       | Nagy          | Sik           | Wintergerst   | Hoffmann– Ember      | Kirner– Slunka | Bernárdt      | Gottermayer   | jelzetlen     | Rupp          | Melko         | Schuler       |
|               |                             |               |                 |               |               |               |                      |                |               |               |               |               |               |               |
| 16 (Á. B/45.) | 17 (Á. B/44.)               | 18 (Á. B/43.) | 19 (Á. B/42.)   | 20 (Á. B/41.) | 21 (Á. B/40.) | 22 (Á. B/39.) | 23 (Á. B/38.)        | 24 (Á. B/37.)  | 25 (Á. B/36.) | 26 (Á. B/35.) | 27 (Á. B/34.) | 28 (Á. B/33.) | 29 (Á. B/32.) |               |
| Borhegyi      | Daur– Salzer                | Rosty         | Domony–Kornfeld | Scheuring     | Zotter        | Kühn          | Keller– Mitterdorfer | Szivák         | jelzetlen     | Cserna        | Tóth          | Volkmer       | Bäcker        |               |

#### Déli oldal
|                |              |               |                 |               |               |               |                   |               |               |               |                 |
| 1 (Á. B/5.)    | 2 (Á. B/6.)  | 3 (Á. B/7.)   | 4 (Á. B/8.)     | 5 (Á. B/9.)   | 6 (Á. B/10.)  | 7 (Á. B/11.)  | 8 (Á. B/12.)      | 9 (Á. B/13.)  | 10 (Á. B/14.) | 11 (Á. B/15.) | 12 (Á. B/16.)   |
| Majovszky      | Forster      | Hunyadi       | Jungfer         | Than          | Thuróczy      | Vértessi      | Heinrich          | Ruster        | Lingel        | Déry          | Schmid- lechner |
|                |              |               |                 |               |               |               |                   |               |               |               |                 |
| 13 (Á. B/17.)  | 14(Á. B/18.) | 15 (Á. B/19.) | 16 (Á. B/20.)   | 17 (Á. B/21.) | 18 (Á. B/22.) | 19 (Á. B/23.) | 20 (Á. B/24.)     | 21 (Á. B/25.) | 22 (Á. B/26.) | 23 (Á. B/27.) |                 |
| Bayer– Krucsay | Loser        | Szabó         | Jóri–Hellebrant | Malosik       | Hirmann       | Rigler        | Müller– Morbitzer | Beliczay      | Gundel        | Natter        |                 |

### Déli Árkádsor (sírhelyszámozás szerint „Jobb oldali árkádsor” néven)

#### Északi oldal
|                |               |               |               |               |               |               |               |               |               |               |               |
| 1 (Á. J/5.)    | 2 (Á. J/6.)   | 3 (Á. J/7.)   | 4 (Á. J/8.)   | 5 (Á. J/9.)   | 6 (Á. J/10.)  | 7 (Á. J/11.)  | 8 (Á. J/12.)  | 9 (Á. J/13.)  | 10 (Á. J/14.) | 11 (Á. J/15.) | 12 (Á. J/16.) |
| Pürner- Wörner | Hegedüs       | jelzetlen     | Keinz         | Kilián        | Holdampf      | Eisele        | Pelzmann      | Maresch       | Watterich     | László        | Waigand Kopp  |
|                |               |               |               |               |               |               |               |               |               |               |               |
| 13 (Á. J/17.)  | 14 (Á. J/18.) | 15 (Á. J/19.) | 16 (Á. J/20.) | 17 (Á. J/21.) | 18 (Á. J/22.) | 19 (Á. J/23.) | 20 (Á. J/24.) | 21 (Á. J/25.) | 22 (Á. J/26.) | 23 (Á. J/27.) |               |
| Wampetich      | Braun         | Eigel– Karpf  | Spiesz        | Sváb          | Hoffmann      | Szájbely      | Wagner        | Mauritz       | Gerhardt      | Láng          |               |

#### Déli oldal
|               |               |               |               |               |               |                  |                   |               |               |               |               |                  |               |
| 1 (Á. J/60.)  | 2 (Á. J/59.)  | 3 (Á. J/58.)  | 4 (Á. J/57.)  | 5 (Á. J/56.)  | 6 (Á. J/55.)  | 7 (Á. J/53-54.)  | 8 (Á. J/52.)      | 9 (Á. J/51.)  | 10 (Á. J/50.) | 11 (Á. J/49.) | 12 (Á. J/48.) | 13 (Á. J/47.)    | 14 (Á. J/46.) |
| Michl         | Kirner        | Knopfer       | Végess        | Unger         | Stellovics    | Seenger          | Hutter- Durringer | Andréka       | Paupera       | jelzetlen     | Walko         | Huley- Rakovszky | Korányi       |
|               |               |               |               |               |               |                  |                   |               |               |               |               |                  |               |
| 15 (Á. J/45.) | 16 (Á. J/44.) | 17 (Á. J/43.) | 18 (Á. J/42.) | 19 (Á. J/41.) | 20 (Á. J/40.) | 21 (Á. J/38-39.) | 22 (Á. J/37.)     | 23 (Á. J/36.) | 24 (Á. J/35.) | 25 (Á. J/34.) | 26 (Á. J/33.) | 27 (Á. J/32.)    |               |
| Hőgyes        | Wimmerth      | Hulitius      | Soretz        | Schwarz       | Ádám          | Tóth             | Wein              | Antony        | Müller        | Paulheim      | Hudetz A.     | Hudetz J.        |               |